# 西日本旅客鉄道社員研修センター

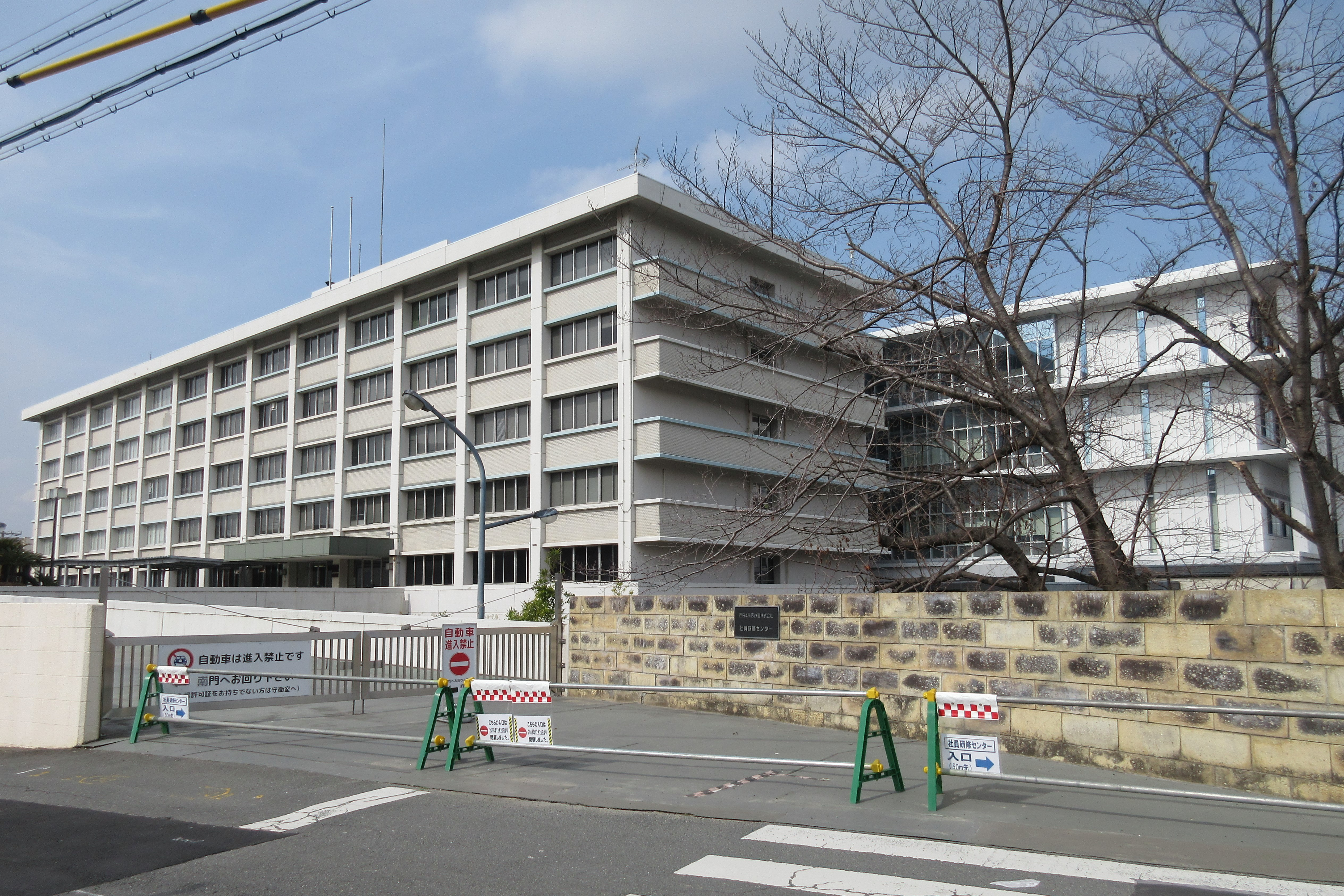
西日本旅客鉄道社員研修センター

社員研修センター（しゃいんけんしゅうせんたー） は、大阪府吹田市片山町にある西日本旅客鉄道（JR西日本）の研修機関である。

## 概要
敷地面積は68,000 m2で、新入社員研修や各種の集合研修などが実施されている。社員研修センターは国土交通大臣から指定を受けた動力車操縦者養成所として、電気車・内燃車・新幹線電気車・蒸気機関車の運転士と車掌の養成研修が行われており、京都丹後鉄道・智頭急行・あいの風とやま鉄道など第三セクター鉄道の運転士養成研修も受託している。
日本国有鉄道時代は関西鉄道学園として、当時の大阪鉄道管理局の研修機関の中心的役割を果たしていた。

## 施設
研修センターには教室棟が2棟、実習棟が3棟、2つの実習線のほか、研修寮や食堂を有している。また敷地内には、鉄道安全考動館が併設されている。
2025年12月ごろに福知山線脱線事故の車両保存施設が完成予定。原則として社外には非公開の予定。

## 沿革
- 1960年（昭和35年）10月1日：吹田鉄道教習所から大阪鉄道教習所に改称[4]。
- 1965年（昭和40年）9月1日：関西鉄道学園に改称[5]。
- 1966年（昭和41年）10月1日：工場の技能者養成所が関西鉄道学園に統合される[6]。
- 1987年（昭和62年）4月1日：JR西日本に継承される。
- 2007年（平成19年）4月3日：鉄道安全考動館が開設[7]。
- 2021年（令和3年）1月：リニューアル工事竣工[8]。